# Christoph Caskel
Christoph Caskel, né le 12 janvier 1932 à Greifswald et mort le 19 février 2023 à Cologne, est un percussionniste classique allemand.

## Carrière
Il fait des études musicales à l'école supérieure de musique et à l'Université de Cologne (1949-1953). Il est membre de l'Ensemble de chambre international à Darmstadt puis forme en 1963 un duo avec le pianiste Franzpeter Goebels avant de rejoindre l'année suivante le groupe dirigé par Stockhausen. Il enseigne à Cologne (1968-1974) et aux Pays-Bas. Il est l'un des deux percussionnistes dans la version de la Sonate pour deux pianos et percussion de Bartók avec les frères Kontarsky. Il a été membre de l'orchestre Cappella Coloniensis et a publié un traite sur la percussion (Notation für Schlagzeug, 1965).

## Source
- Alain Pâris, Dictionnaire des interprètes Bouquins/Laffont 1989 p. 261